# Litsea balansae
Litsea balansae är en lagerväxtart som beskrevs av Paul Lecomte. Litsea balansae ingår i släktet Litsea och familjen lagerväxter. Inga underarter finns listade i Catalogue of Life.